# 히라오카촌 (지바현)
히라오카촌(平岡村)은 지바현 기미쓰군에 일찍이 존재했던 촌이다. 현재의 소데가우라시 동부에 해당한다.

## 역사
- 1889년 4월 1일 - 정촌제 시행에 의해 모다군 히라오카촌이 성립하였다.
- 1897년 4월 1일 - 모다군이 폐지되어 기미쓰군이 되었다.
- 1955년 2월 11일 - 나카가와촌과 합병해 히라카와정이 되어 소멸하였다.

## 교통

### 도로
- 구루리 가도 (본촌 폐지 후 1982년 4월 1일부터 구루리 마쿠타 나들묵이 개통 전까지 국도 410호로 지정되어 있었다.)